# Tuburile lui Malpighi
Tuburile lui Malpighi constituie un sistem excretor și osmoreglator găsit la insecte, miriapode, arahnide și tardigrade.

Sistemul este alcătuit din tuburi ramificate care pornesc de la tubul digestiv spre interiorul corpului. Ele absorb substanțelor dizolvate, apă și deșeuri din hemolimfa ce le înconjoară. Deșeurile sunt eliberați din organism sub formă de compuși solizi ai azotului. Sistemul a fost numit după Marcello Malpighi, un anatomist italian din secolul al XVII-lea.

## Structura

Tuburile lui Malpighi la Orthoptera
(midgut - intesti mediu, hindgut - intestin posterior)

Tuburile lui Malpighi reprezintă canalicule subțiri ce constau dintr-un singur strat de celule. Capătul distal este orb (închis), iar cel proximal se deschid, de regulă, la limita dintre intestinul mediu și cel posterior.  Ramificațiile (canalicule) tuburilor sunt extrem de complicate. Numărul tubușoarelor variază în funcție de specii și pot ajunge până la 150 la număr, deși la majoritatea au două tuburi laterale. Ramificațiile tuburilor înoată, de obicei, în hemolimfă și se află în apropierea țesutului adipos. Strutura tuburilor conține actină cu rol de sprijin și microvilozității pentru propulsia de substanțe de-a lungul tubulor. Canaliculele tuburilor la cele mai multe insecte sunt susținute de mușchi, care facilitează amestecarea conținutul tuburilor sau expunerea la canaliculelor în hemolimfă mai mult timp. Ordinele de insecte, Thysanura, Dermaptera și Thysanoptera nu dispun de acești mușchi, iar la Collembola și Hemiptera (numai la familia Aphididae) tuburile Malpighi lipsesc.

## Modul de acțiune
Pre-urină este format la nivelul canaliculelor, când deșeurile de azot și electroliți sunt absorbiți de pereții tuburilor. Deșeurile, cum ar fi ureea și aminoacizi trec prin pereți datorită difuziei, iar ionii de sodiu și potasiu sunt transportați datorită pompei active de ioni. Apă este absorbită și apa. Pre-urina, împreună cu alimentele digerate, ajunge  în intestinul posterior. În acest moment, ionii de potasiu și sodiu sunt reabsorbate pe aceeași cale de rect înapoi în corp, apa prin osmoză, rămânând doar acidul uric. Acidul uric, împreună cu masele fecalele, este excretat.
 La arahnide substanța excretată nu este acidul uric, ci guanina.

## Alte utilizării
La unele insecte tuburile lui Malpighi îndeplinesc și alte funcții, în afară de excreție. Larvele dipterelor Arachnocampa luminosa (familia Mycetophilidae) au tuburi diluateși adaptate produceri unei lumini albastre-verzi, pentru a atrage prada spre capcanele filamentoase bogate în mucus. 

La neuropterele din familia Myrmeleontidae, tuburile Malpighi produc mătasea folosită la construcți coconului.